# Ágai Adolf
Ágai Adolf (Rosenzweig Adolf, Jankovác, 1836. március 31. – Budapest, 1916. szeptember 22.) jeles humorista és lapszerkesztő, tanult orvos, a Kisfaludy Társaság tagja, 12 évesen a márciusi ifjak egyike.

## Életpályája
Apja, József, vallásos lengyel zsidó családból származott, az üldözések elől menekült Magyarországra, 13 éves korában éjjel vándorolva és nappal az erdőkben meghúzódva jött át Lengyelországból Magyarországra. Orvos lett, s írt egy magyar nyelvű művet a tetszhalálról, amely Klauzál Gábor támogatásával jelent meg. Ezenkívül magyar remekírókat fordított héberre: a Szózat és néhány Petőfi-vers is tőle jelent meg egy mainzi héber szaklapban. 1864 március 13.-án halt meg Abonyban, 57 éves korában Ágai apai nagyapját és annak bátyját, mivel Poniatowski hívei voltak, Szibériába hurcolták, és ott vesztek el.
Ágai 4 éves koráig Orahovicán, Eszék mellett nevelkedett és csak horvátul beszélt, majd az apja Pécelre költözött, és itt ő is megtanult magyarul. Itt és később Nagyabonyban végezte az elemi tantárgyakon kívül az első két gimnáziumi osztályt, a harmadikat Kanya Pál és Tavassy Lajos keze alatt a pesti ág. hitv. evangélikus gimnáziumban, majd a pesti piaristáknál tanult, végül a nyolcadik gimnáziumi osztályt Nagykőrösön végezte el. Orvosi tanulmányokat folytatott Bécsben, majd beutazta egész Európát, Ázsia és Afrika egy részét, eközben elsajátította a nyugati nyelveket. 

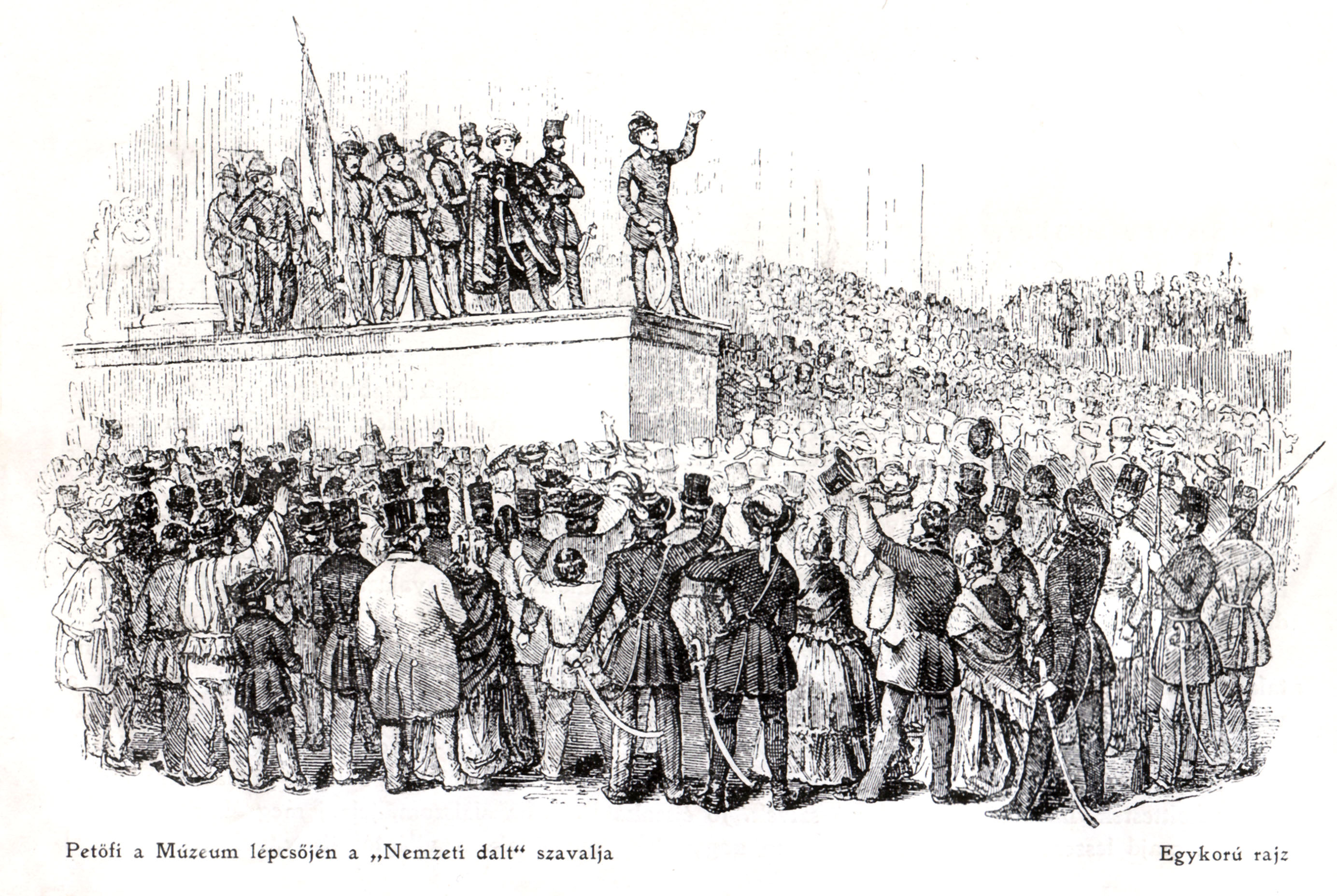
Ágai Adolf volt a legfiatalabb márciusi ifjú, 12 évesen ott volt a forradalmi tömegben

1848. március 15-én hihetetlenül fiatalon, ő lett a legfiatalabb márciusi ifjú, 12 évesen tüntetett a forradalmi tömegben. Vasvárit követte a Nemzeti Múzeumhoz, aztán a tömeggel együtt indult át Budára, hogy fegyvert szerezzen, de nem volt nála egy pengő a hídpénzre, ezért nem tudott átmenni Pestről Budára. Így aztán hazament és édesanyja ebédjét falatozva befejezte a forradalmat. Ágai később többször is megírja emlékeit erről a napról. 
Írói pályáját 1854-ben Antoinette című eredeti beszélyével kezdte meg a Hölgyfutárban. Ezután bécsi leveleket írt szintén a Hölgyfutárba (1854–57) és a Vasárnapi Ujságba (1857–81). Ezenkívül írt több beszélyt (elbeszélést) és rajzot, részint a saját neve alatt, részint álnéven. Dolgozott több német lapba (Wanderer, Humorist, Donau, Gartenlaube, Fliegende Blätter). Humoros tárcaleveleivel először a Honban lépett fel 1865-ben Porzó álnév alatt, majd a Pesti Naplóban, a Vasárnapi Ujságban a Magyarország és a Nagyvilágban folytatta, az utóbbinak csaknem egy évtizedig (1870–79) szerkesztetője is volt.

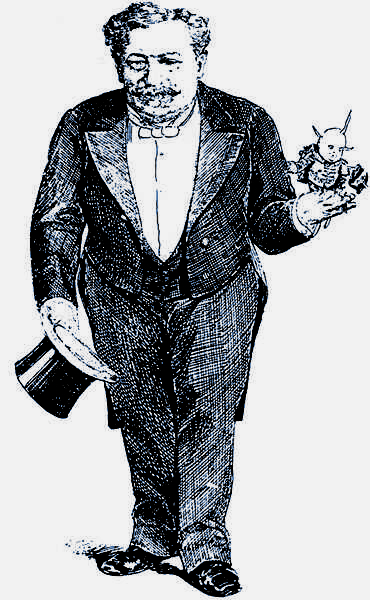
Ágai Adolf és Borsszem Jankó, karikatúra

Az említett lapokon kívül 1857-től kezdve minden nevezetesebb szépirodalmi napi és élclapban jelentek meg közleményei. Fordított német és francia regényeket is.
Ő indította meg a Borsszem Jankó című élclapot.
1871-től szerkesztette a Kis Lap című gyermeklapot Forgó bácsi néven; szerkesztette még Bródy Zsigmonddal a Látcső című napilapot és a Regélő füzetes regénykiadási vállalatot. Munkásságának, melyért a Kisfaludy Társaság 1877-ben a tagjává választotta, legfőbb tere volt a tárca-, élclap- és gyermekirodalom, ahol friss szelleme és kedélye, kifogyhatatlan leleménye és humora a legváltozatosabban érvényesülhetett. Porzó tárcaleveleivel egyaránt kivívta a közönség és a kritika elismerését (összegyűjtve megjelent Budapesten, 1876-ban, 2 kötet). Tárcái tartalom tekintetében rendkívül sokfélék: társadalmi rajzok, családi jelenetek, úti élmények, napi érdekű események és saját élményei; de nem a tárgy teszi őket vonzókká, mert néha alig is van tárgyuk, hanem a stíl és modor az, amivel hatnak. Előadásmódja fordulatokban gazdag, élces, a szójátékokat pazarul szórja.
Ágai mint élclapíró ügyesen, elmeéllel tudta ostorozni, nevetségessé tenni a politikai és társadalmi félszegségeket, a Borsszem Jankó alakjaival, melyeket nagyrészt maga teremtett, csakhogy a gúnynak és az iróniának itt is, mint tárcáiban, ritkán van mélyebb háttere, termékenyítő erkölcsi magva; a szatírai jellemzés könnyen tért enged nála a torzító hajlamnak és alakjai hamar a groteszkbe mennek át. Kedveltek humorisztikus naptárai is, 1867-től kezdve, melyek többnyire a Borsszem Jankó alakjainak cége alatt jelentek meg. Népszerű gyűjteménye a Diák ismeretek tára is. A gyermekirodalom köréből könyvei:
- Gyermekhumor (Budapest, 1874)
- Forgó bácsi gyermekszinháza (1882)
- Forgó bácsi képes könyve (1877)
- Az én kis világom (1887)

Régebben mint fordító is működött, Friedrich Gerstäcker, Apraxin Júlia, George Sand, de la Tour, Paul de Kock és Xavier de Montépin regényeit fordította le.

## Munkái
1. Az arkanzási lókötők. Gerstäcker Fr. után ford. 4 kötet. Pest, 1860 (Zilahy Károlylyal)
2. Jelenetek a magyar életből. De la Tour után ford. 3 kötet. Uo. 1861
3. Ilona. Regény a magyar életből. Nixarpa Eiluj (Apraxin Julie) után ford. 2 kötet. Uo. 1861
4. Egy szegény leány története. Sand Georges után ford. 2 kötet. Uo. 1861
5. Víg czimborák. Kock Pál után ford. 4 kötet. Uo. 1863
6. Egy őrült szerelmei. Montépin Xavér után ford. 2 kötet, Uo. 1864
7. Spitzig Iczig naptára 1867-re (4 kiadásban) és 1868-ra. Uo. 1866-67
8. Borsszem Jankó albuma; szerk. Csicseri Bors, rajz Jankó János, Klics Károly; Deutsch, Pest, 1868
9. Borsszem Jankó naptára 1870-re. Szerk. Csicseri Bors. Uo. 1869
10. Mokány Berczi naptára 1876-ra. Szerk. Csicseri Bors. Budapest, 1875 (4 kiadást ért)
11. Porzó tárczalevelei. Rajzok a társaséletből, a család köréből, úti vázlatok stb. 2 kötet. Uo. 1876. (Ism. Bud. Szemle XIX.)
12. Püf neki! Mokány Berczi válogatott gorombaságai. Naptári részszel 1877-re. Uo. 1877
13. Gyermek humor. Rajzok és jellemző vonások a gyermekvilágból. Uo. 1877
14. Abrincs! 150 jordány vicz Seiffensteiner Salamontul. Szerk. Mikány Berczi 1879-re. Uo. 1878
15. Gyöpre magyar! Válogatott java kortes-adomák és dalok, összehányta Duhaj Marczi, kiadta Mokány Berczi. Uo. 1879
16. Csihaj! Mulatságos és vérengző antisemita-naptár 1881-re. Tojáss Dánielnek diktálta Mokány Berczi. Uo. 1880
17. Drukk! Mokány Berczi humorisztikus naptára 1882-re. Uo. 1881
18. Forgó bácsi gyermekszinháza. Tizenhat vígjáték, színmű és apró jelenetek gyermek előadások alkalmára. Uo. 1882.
19. Czu tumm! hexti antiszemida nopdár 1883-ra. Szerk. Kraxelhuber Tóbiás. Uo. 1882
20. Diák ismeretek tára, terjeszti Bukovay Absentius. Uo. 1883
21. Mihaszna András naptára 1884-re. Uo. 1883
22. Poszkiszli naptár 1885-re. Rátanát Mihaszna András. Irták a Borsszem Jankó irástudói heten. Uo. 1884
23. Az 1886-ra szóló Dsentri-naptár. Megcselekedték a Borsszem Jankó irástudói, eleibe csördít Mokány Berczi. Uo. 1885
24. Virtus-naptár az 1887-iki deczifittyes esztendőre. Irták a «Borsszem Jankó» legényei, placzra lökte Mokány Berczi. Uo. 1886
25. Forgó bácsi képes könyve. Versek és mesék. Uo. 1887
26. Forgó bácsiː Az én kis világom. Versek és mesék. Uo. 1887
27. Tilos naptár az 1888-iki szerelmetes esztendőre. Irták a «Borsszem Jankó» legényei. Uo. 1887
28. Muszáj naptár 1889-re. Sanyaró Vendelnek tollába diktálta Mokány Berczi. Uo. 1888
29. Sanyaró Vendel válogatott nyögései; Singer és Wolfner, Bp., 1888
30. Fáin! Összeállította. Uo. 1889
31. «Hoch!» Hexti nabdár. 1890-iki proczessziós esztendőre. Egyberugdalta s placzra eresztette nömös bugaczi és dombszögi Mokány Berczi. Uo. 1889
32. Por és hamu. Barátim s jó embereim emlékezete; Athenaeum Ny., Bp., 1892
33. Igaz történetek. Húsz elbeszélés; Lampel, Bp., 1893
34. Az arany hegy, és a kolibri madár és egyéb apró elbeszélések; Athenaeum, Bp., 1893 (Forgó bácsi könyvtára)
35. Czirmos czicza naplójából és egyéb elbeszélések; Athenaeum, Bp., 1894
36. Vízen és szárazon. Útirajzok, 1-2.; Athenaeum, Bp., 1895
37. Mokány Berciː Az én viselt dógaim; Athenaeum, Bp., 1896
38. Porzóː A Violka Vera s egyéb elbeszélések; Lamepl, Bp., 1897 (Magyar könyvtár)
39. Csicseri Bors és Társaː Egy görbe nap. Énekes bohózat; zene Barna Izsó; Athenaeum, Bp., 1902
40. A kis olvasó. Szózat a szülékhez. Gyermeklevelek gyűjteménye; kiad. Forgó Bácsi; Athenaeum, Bp., 1903
41. Forgó Bácsiː Az arany hegy és a kolibri madár és egyéb apró elbeszélések; Athenaeum, Bp., 1906
42. Új hantok. A Por és hamu második sorozata; Athenaeum, Bp., 1906 (Jeles elbeszélők kincsestára)
43. Porzóː Utazás Pestről – Budapestre 1843-1907. Rajzok és emlékek a magyar főváros utolsó 65 esztendejéből; ill. Bér Dezső et al.; Pallas, Bp., 1908
44. Csicseri Borsː Ha'sszólljék! Dombszögi és bugaczi Mokány Berczi viselt dolgai..., 1-2.; ill. Jankó János, Garay Ákos; Kner Ny., Gyoma, 1910
45. Forgó bácsiː Rontó Pál viselt dolgai vízen és szárazon; Athenaeum, Bp., 1912

## Álnevei és jegyei
Porzó (először a Honban, aztán Pompéry Magyarországában), Náday Ezüstös (Kecskeméthy Bécsi Hiradójában), Dr. Tőkés, K. T., Kappan Tóbiás, Forgó János (Vasárnapi Ujságban és Magyarország és a Nagyvilágban), Csicseri Bors, Spitzig Iczig, Lengenádfalvay Kotlik Zirzabella (Bolond Miskában), Tallérosy Zebulon név alatt hét levelet írt az Üstökösbe, Hirviszi Bibicz Misi (Szépirodalmi Közlönyben), használt még Forgó bácsi, Nemo, Ali álneveket, M. B. és ▽ Χ jegyeket; az elsőt a Vasárnapi Ujságban, az utóbbiak alatt írt tárcákat Pákh Magyar Sajtójába.